# Charles Cyphers
Charles George Cyphers (28 de julho de 1939 – 4 de agosto de 2024) foi um ator americano conhecido na comunidade de filmes de terror por seu trabalho nos filmes de John Carpenter, especialmente seu papel como o xerife Leigh Brackett no filme de 1978 de Carpenter, Halloween. Ele reprisou esse papel na sequência Halloween II de 1981 e na sequência Halloween Kills de 2021.
Cyphers morreu em 4 de agosto de 2024, aos 85 anos.

## Filmografia
| Ano  | Título                 | Personagem                        | Notas                |
| ---- | ---------------------- | --------------------------------- | -------------------- |
| 1972 | Cool Breeze            | Policial nos bastidores           | Não créditado        |
| 1973 | The Slams              | Nicol                             | Não créditado        |
| 1974 | Truck Turner           |                                   |                      |
| 1976 | Vigilante Force        | Perry Beal                        |                      |
| 1976 | Assault on Precinct 13 | Starker                           |                      |
| 1977 | MacArthur              | Brigadeiro-General Forest Harding |                      |
| 1978 | Coming Home            | Pee Wee                           |                      |
| 1978 | Gray Lady Down         | Larson                            |                      |
| 1978 | Halloween              | Xerife Leigh Brackett             |                      |
| 1979 | A Force of One         | Dr. Eppis                         |                      |
| 1979 | The Onion Field        | Chaplain                          |                      |
| 1980 | The Fog                | Dan O'Bannon                      |                      |
| 1980 | Borderline             | Ski                               |                      |
| 1981 | Escape from New York   | Secretário de Estado              |                      |
| 1981 | Halloween II           | Xerife Leigh Brackett             |                      |
| 1982 | Death Wish II          | Donald Kay                        |                      |
| 1982 | Honkytonk Man          | Stubbs                            |                      |
| 1982 | Grizzly II: Revenge    | Steve                             |                      |
| 1986 | Hunter's Blood         | Woody                             |                      |
| 1987 | Big Bad Mama II        | Stark                             |                      |
| 1989 | Major League           | Charlie Donovan                   |                      |
| 1989 | Gleaming the Cube      | Harvey McGill                     |                      |
| 1993 | Loaded Weapon 1        | Interrogador                      |                      |
| 1995 | Murder in the First    | Bailiff                           | Não créditado        |
| 2001 | Mach 2                 | Harry Olson                       |                      |
| 2001 | Critical Mass          | Henderson                         |                      |
| 2006 | Dead Calling           | Chuck Walker                      |                      |
| 2007 | Methodic               | Chief Sperranza                   |                      |
| 2021 | Halloween Kills        | Leigh Brackett                    | Papel final no filme |

| Ano             | Título                                                                 | Personagem                  | Notas                        |
| --------------- | ---------------------------------------------------------------------- | --------------------------- | ---------------------------- |
| 1972–1973       | Cannon                                                                 | Janniver's Accomplice       | Temporada 2, episódio 7      |
| 1972–1973       | Cannon                                                                 | Corky Hill                  | Temporada 3, episódio 13     |
| 1973–1975, 1977 | Barnaby Jones                                                          | Mike Hartney                | Temporada 1, episódio 2      |
| 1973–1975, 1977 | Barnaby Jones                                                          | Brad Kirtz                  | Temporada 3, episódio 1      |
| 1973–1975, 1977 | Barnaby Jones                                                          | Bill Garwood                | Temporada 4, episódio 10     |
| 1973–1975, 1977 | Barnaby Jones                                                          | Jimmy Dorset                | Temporada 6, episódio 14     |
| 1973            | The F.B.I.                                                             | Charlie Wicker              | Temporada 9, episódio 3      |
| 1974            | The Manhunter                                                          | Emmett Crowley              | Temporada 1, episódio 4      |
| 1974            | The F.B.I. Story: The FBI Versus Alvin Karpis, Public Enemy Number One | Arthur 'Doc' Barker         | Filme para TV                |
| 1974            | The Missiles of October                                                | Press Photographer          | Filme para TV                |
| 1975            | The Secrets of Isis                                                    | Sam Niles                   | Temporada 1, episódio 3      |
| 1976            | The Six Million Dollar Man                                             | Faler                       | Seasons 3–4 (3 episódios)    |
| 1976            | The Bionic Woman                                                       | Faler                       | Temporada 2, episódio 1      |
| 1976            | Phyllis                                                                | Coach Joe Cook              | Temporada 2, episódio 7      |
| 1976, 1978–1979 | Starsky & Hutch                                                        | Arthur Cole                 | Temporada 2, episódio 8      |
| 1976, 1978–1979 | Starsky & Hutch                                                        | Medical Examiner Delaney    | Temporada 4, episódio 7      |
| 1976, 1978–1979 | Starsky & Hutch                                                        | Detective Webster           | Temporada 4, episódio 15     |
| 1976            | Gibbsville                                                             | Wingfield                   | Temporada 1, episódio 3      |
| 1977            | Charlie's Angels                                                       | Haller                      | Temporada 1, episódio 15     |
| 1977            | Roots                                                                  | Fred Drake                  | Miniseries (episódio 8)      |
| 1977            | Wonder Woman                                                           | Kurt                        | Temporada 1, episódio 13     |
| 1977            | The Tony Randall Show                                                  | Eddie Foxworth              | Temporada 1, episódio 22     |
| 1977            | Dog and Cat                                                            | Loomis                      | Temporada 1, episódio 5      |
| 1977            | Our Town                                                               | Sam Craig                   | Filme para TV                |
| 1977–1978       | The Betty White Show                                                   | Hugo Muncy                  | Temporada 1 (14 episódios)   |
| 1977            | The Trial of Lee Harvey Oswald                                         | Michael Brandon             | Filme para TV                |
| 1978            | Alice                                                                  | Allen Wolf                  | Temporada 2, episódio 13     |
| 1978            | Someone's Watching Me!                                                 | Gary Hunt                   | Filme para TV                |
| 1979            | Elvis                                                                  | Sam Phillips                | Filme para TV                |
| 1979, 1984      | The Dukes of Hazzard                                                   | Bumper                      | Temporada 1, episódio 9      |
| 1979, 1984      | The Dukes of Hazzard                                                   | Phil                        | Temporada 6, episódio 14     |
| 1979            | Friendly Fire                                                          | Tom Loomis                  | Filme para TV                |
| 1979            | Lou Grant                                                              | Jerry Baldwin               | Temporada 3, episódio 4      |
| 1981            | Hart to Hart                                                           | Lester                      | Temporada 2, episódio 10     |
| 1982            | The Quest                                                              | Peters                      | Temporada 1, episódio 5      |
| 1982            | Benson                                                                 | Scotty                      | Temporada 4, episódio 7      |
| 1983            | Memorial Day                                                           | Jack Ruskin                 | Filme para TV                |
| 1983            | Little House on the Prairie: Look Back to Yesterday                    | Zack Taylor                 | Filme para TV                |
| 1984            | Rituals                                                                | Dutch                       |                              |
| 1984            | Airwolf                                                                | Joe Ganns                   | Temporada 2, episódio 8      |
| 1985, 1987      | Hill Street Blues                                                      | Capt. Leder                 | Temporada 5 (2 episódios)    |
| 1985, 1987      | Hill Street Blues                                                      | Commander #1                | Temporada 7, episódio 17     |
| 1986            | Matlock                                                                | Tom Coyle                   | Temporada 1, episódio 9      |
| 1987            | Dallas                                                                 | Bertram Pogue               | Temporada 10 (2 episódios)   |
| 1987            | Our House                                                              | Fred Houston                | Temporada 1, episódio 19     |
| 1987            | Santa Barbara                                                          | Sheriff                     | Episode 724                  |
| 1987            | Simon & Simon                                                          | Sergeant Lester             | Temporada 7, episódio 1      |
| 1988            | Night Court                                                            | Leo                         | Temporada 5, episódio 12     |
| 1988            | China Beach                                                            | The General                 | Temporada 1, episódio 1      |
| 1988            | Aaron's Way                                                            |                             | Temporada 1, episódio 12     |
| 1988            | 21 Jump Street                                                         | Team Doctor                 | Temporada 3, episódio 4      |
| 1989            | Freddy's Nightmares                                                    | Ben Ostroff                 | Temporada 2, episódio 1      |
| 1989            | Jake and the Fatman                                                    | Benny Kraus                 | Temporada 3, episódio 5      |
| 1989            | Dragnet                                                                | Coach Simons                | Temporada 1, episódio 7      |
| 1989            | Mancuso, F.B.I.                                                        |                             | Temporada 1, episódio 5      |
| 1990            | The Outsiders                                                          |                             | Temporada 1, episódio 13     |
| 1991–1992       | Roc                                                                    | Mr. Samuels                 | Temporada 1 (2 episódios)    |
| 1991            | Murder, She Wrote                                                      | Lt. Timothy Chance          | Temporada 8, episódio 5      |
| 1993            | FBI: The Untold Stories                                                | Sillous Huddleston          | Temporada 2, episódio 19     |
| 1993            | Renegade                                                               | Zachary Quinn               | Temporada 2, episódio 11     |
| 1993            | Lois & Clark: The New Adventures of Superman                           | Thaddeus Roarke             | Temporada 1, episódio 11     |
| 1994            | California Dreams                                                      | Coach Cotler                | Temporada 2, episódio 15     |
| 1994            | seaQuest DSV                                                           | Calvin Shelley              | Temporada 1, episódio 22     |
| 1994            | Hardball                                                               | Chuck                       | Temporada 1, episódio 1      |
| 1994            | The George Carlin Show                                                 | Officer Bill Koski          | Temporada 1–2 (3 episódios)  |
| 1995            | Sliders                                                                | Coach Almquist              | Temporada 1, episódio 6      |
| 1995            | Deadly Games                                                           | General Barnicke            | Temporada 1, episódio 6      |
| 1995            | Seinfeld                                                               | Gardner                     | Temporada 7, episódio 5      |
| 1995            | E.R.                                                                   | Injured Civil-War Reenactor | Temporada 2, episódio 8      |
| 1995            | JAG                                                                    | Jesse                       | Temporada 1, episódio 8      |
| 1995            | The George Wendt Show                                                  | Mr. Blake                   | Temporada 1, episódio 8      |
| 1996            | Murder One                                                             | Patrick McQueen             | Temporada 1 (4 episódios)    |
| 1996–1998       | Nick Freno: Licensed Teacher                                           | Al Yaroker                  | Temporada 1–2 (41 episódios) |
| 1998            | Buffy the Vampire Slayer                                               | Coach Carl Marin            | Temporada 2, episódio 20     |
| 1998            | Pensacola: Wings of Gold                                               | General Stabler             | Temporada 2, episódio 6      |
| 1998            | Hyperion Bay                                                           |                             | Temporada 1, episódio 9      |
| 1999            | Any Day Now                                                            |                             | Temporada 2 (2 episódios)    |
| 2001            | Cousin Skeeter                                                         |                             | Temporada 3, episódio 1      |